# Матеуш Швох
Матеуш Швох (пол. Mateusz Szwoch, нар. 19 березня 1993, Старогард-Ґданський, Польща) — польський футболіст, півзахисник клубу «Вісла» (Плоцьк), що нині виступає в польській Екстраклясі.

## Ігрова кар'єра
Після успішних виступів за «Арку» підписав контракт з «Легією» з Варшави. За основний склад провів три матчі. Зокрема був заявлений на товариську гру «Легії» з дніпропетровським «Дніпром» в якому «Легія» поступилася (1:3) .

## Титули і досягнення
- Володар Кубка Польщі (2):

«Легія»:  2014-15
«Арка» (Гдиня): 2016-17